# Nuselské údolí

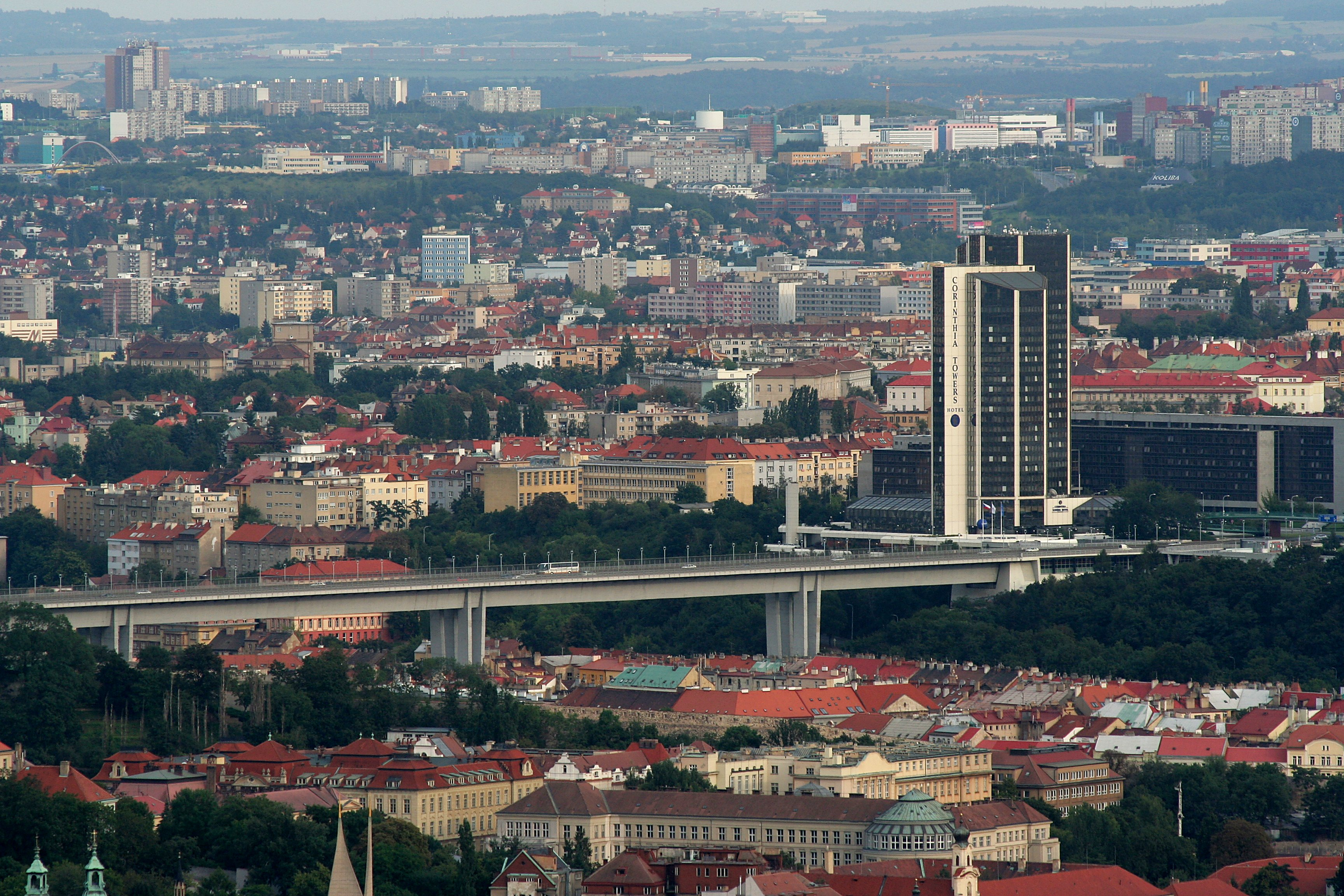
Nuselský most und Nuselské údolí

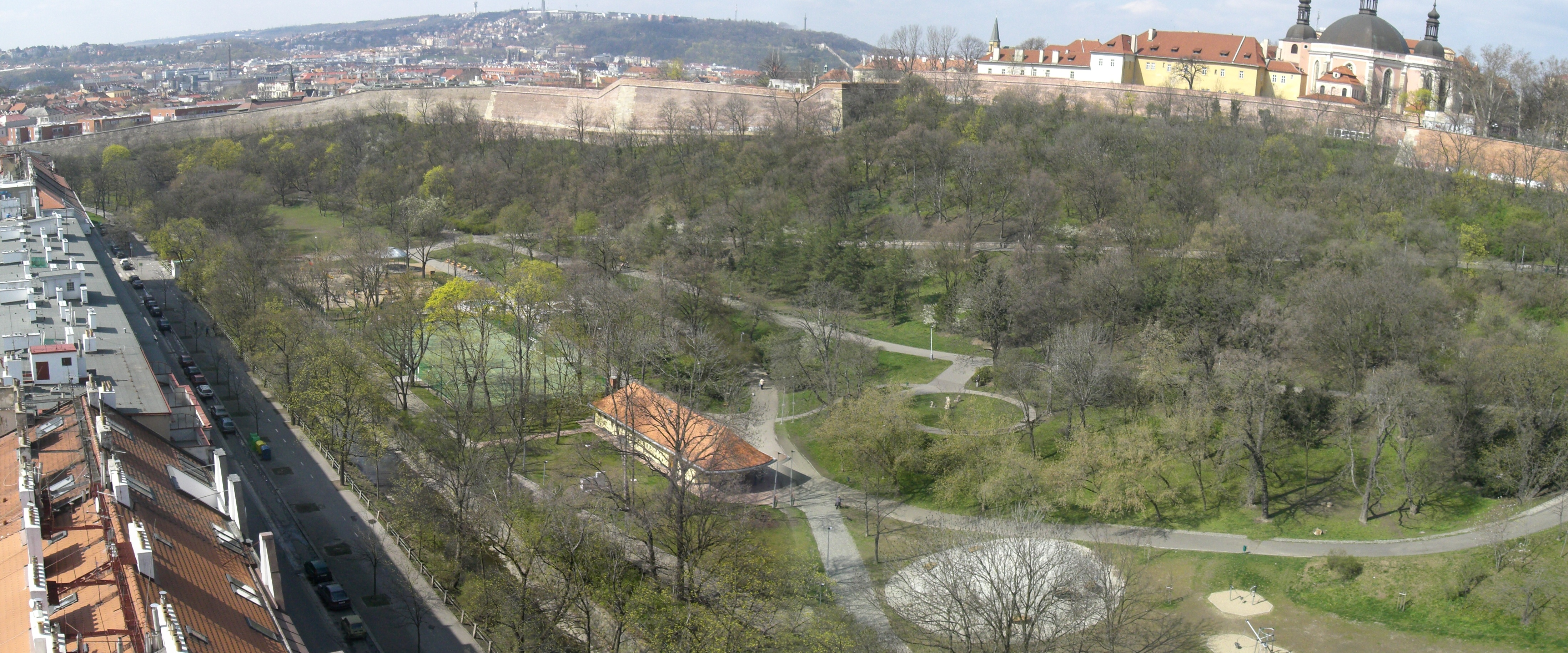
Blick über das Jamrtál auf die Prager Stadtmauer; der Botitzbach verläuft links des Parks zwischen den Bäumen.

Nuselské údolí (Nusle-Tal, im Volksmund: Jamrtál, von deutsch: „Jammertal“) ist ein Tal im Prager Stadtviertel Nusle, durch das der Bach Botič fließt.
Das Tal liegt südlich vom Zentrum der Hauptstadt, zwischen Neustadt (Nové Město) und Vyšehrad und im Norden Karlov. Durch das Tal führt eine Eisenbahnlinie, die den Bahnhof von Smíchov mit dem Hauptbahnhof verbindet. Über das Tal wurde die Brücke von Nusle (Nuselský most) mit einer Höhe von vierzig Metern gezogen. Im Inneren der Brücke fährt, direkt unterhalb der Fahrbahn, die Metro-Linie C. Im Tal befindet sich das Viertel Nusle, mit vielen alten Häusern, beschattet durch die Brücke.
Koordinaten: 50° 3′ 53″ N, 14° 25′ 40″ O